# Pentti Soutkari
Pentti Soutkari, född 4 december 1932 i Helsingfors, död 26 december 2021 i Heinola, var en finsk språkforskare som huvudsakligen var verksam i Sverige.
Ett av Soutkaris huvudsakliga forskningsområden har varit finska dialekter, särskilt de sverigefinska dialekter som talades i Värmlands finnskogar sedan omkring år 1600.  Han har också bidragit till kartläggningen av de kvänska (Norgefinska) dialekterna. Vidare har Soutkari utgivit bibliografier och biografiska presentationer av den estniske språkforskaren Julius Mägiste.
Soutkari var huvudsakligen verksam vid Finsk‐ugriska institutionen vid Lunds universitet. Han var far till poeten och musikern Martti Soutkari som tillhörde Malmöligan.